# Hans Christian Jacobaeus
Hans Christian Jacobaeus (Skarhult, 1879 – Stoccolma, 1937) è stato un medico svedese.
Dal 1916 fu docente di clinica medica al Karolinska Institute di Stoccolma. Divenne celebre per i suoi metodi di cura della tubercolosi polmonare.